# Вільнер Пікан
Вільнер Пікан (фр. Wilner Piquant; нар. 4 грудня 1951) — гаїтянський футболіст, виступав на позиції воротаря.

## Клубна кар'єра
На клубному рівні захищав кольори трьох гаїтянських команд: «Дон Боско», «Оглі Нуар» та «Віолетт».

## Кар'єра в збірній
У національній збірній Гаїті виступав у 70-х та на початку 80-х років XX століття. Під час чемпіонату світу 1974 року в ФРН був резервним воротарем, і не зіграв на турнірі жодної хвилини.
Після того як основний воротар, Анрі Франсійон, завершив кар'єру в 1977 році, Пікан зайняв його місце. Виступав у кваліфікціях Мундіалю 1978 року в Аргентині та Мундіалю 1982 року в Іспанії, проте збірна Гаїті поступилася місцем на чемпіонатах світу 1978 року Мексиці, а в 1982 році — Гондурасу та Сальвадору. Всього Вільнер зіграв у 9 поєдинках, пропустив 10 м'ячів.